# Matriz diagonal
Uma matriz diagonal, em álgebra linear, é uma matriz cujos elementos exteriores à diagonal principal são nulos. Equivalentemente, pode-se definir uma matriz diagonal como sendo uma matriz que é ao simultaneamente triangular superior e inferior. Por exemplo, as seguintes matrizes são diagonais:
{\displaystyle {\begin{pmatrix}1&0\\0&1\end{pmatrix}},} {\displaystyle {\begin{pmatrix}0&0&0\\0&2&0\\0&0&3\end{pmatrix}},} {\displaystyle {\begin{pmatrix}3&0&0\\0&1&0\\0&0&5\end{pmatrix}},} {\displaystyle {\begin{pmatrix}0&0&0\\0&0&0\\0&0&0\end{pmatrix}}}
Toda matriz quadrada diagonal é simétrica. A definição de uma matriz diagonal permite que o elementos que pertencem à diagonal principal de uma matriz diagonal sejam nulos.

## Propriedades
Uma matriz diagonal:
- é simétrica
- tem por valores próprios os elementos da diagonal e por vectores próprios os vectores da base canónica
- tem determinante igual ao produto dos elementos da diagonal